# SN 1996ci
SN 1996ci – supernowa typu Ia odkryta 17 marca 1996 roku w galaktyce A134556+0226. Jej maksymalna jasność wynosiła 22,19m.